# Parque Nacional Pico de Orizaba
Parque Nacional Pico de Orizaba är en nationalpark i Mexiko.   Den ligger i delstaten Puebla, i den sydöstra delen av landet, 200 km öster om huvudstaden Mexico City. Parque Nacional Pico de Orizaba ligger 4 679 meter över havet.